# Erik Pecha
Erik Pecha (* 30. září 1996, Skalica) je slovenský fotbalový obránce, od srpna 2011 působící v TJ Spartak Myjava.

## Klubová kariéra
Svou fotbalovou kariéru začal v MFK Skalica, odkud v průběhu mládeže zamířil na hostování do TJ Spartak Myjava. V klubu hostoval tři roky. V zimním přestupovém období sezony 2014/15 se propracoval do prvního týmu a do klubu přestoupil.